# 金剛王
金剛王（Optimus Primal，日版名稱Convoy）是一位來自《變形金剛》系列作品的虛構角色，首次登場於電視卡通影集百變金剛，之後也在其他作品中以不同設定出現。通常特色包括變形為一隻黑色大猩猩，頭部長相酷似柯博文，常以兩把彎刀作為武器。

## 動畫

### 百變金剛(Transformers: Beast Wars)
1996年播出的《百變金剛》系列是金剛王第一次出場，該作品是變形金剛系列首次以全電腦動畫製作，並且和以往不同、放棄交通工具、完全以模仿有機體的動物作為本作變形金剛的變形型態。本作中的博派(Autobot)後裔─強大金剛(Maximal)和狂派(Decepticon)後裔─掠奪獸(Predacons)之間的衝突取代了原先博派和狂派之間的戰爭成為本要劇情，時間點設定在G1時間點過後的300萬年後，賽博坦人的體型跟他們的祖先相比來的較小，因此當金剛王變形為大猩猩時，體型是和一般的大猩猩類似的。

#### 設定
在本作設定中，金剛王是柯博文的直系後裔，並以幾近於第一名的成績畢業於強大金剛軍事學院（Maximal Military Academy），並在日後成為太空探索船亞克薩隆（Axalon）的船長。此版本的金剛王是他最為經典的造型，野獸模式為一隻銀背大猩猩，機器人型態的頭部是藍色的、並和柯博文有些相似，不過露出嘴部，手臂和肩甲是猩猩模式的外皮因此有黑色的毛髮。武裝方面使用兩把彎刀作戰，必在兩隻手臂、背部都內建有火炮。
口頭禪是「Maximal, Maximize!」，在每次強大金剛出擊、變身時都會喊出此句口號。

#### 劇情經歷
金剛王和他在艾薩隆號上的船員本來是要藉著一次的探索作業來丟棄狂暴的實驗品（英語：Protoform X），但是中途接到了議會的命令去追捕偷走金碟的恐龍王（英語：Megatron）等人所駕駛之恐怖破壞者（英語：Terror Crusher）。在進行了時空跳躍航行之後，雙方艦艇於地球軌道上方展開了艦砲戰而各自墜落到地球上。
由於沃克（英語：Vok）在當時的地球上進行某種實驗，使得地表的能源場極為強大。為了避免造成能源場對身體造成傷害，雙方成員紛紛掃描了地表上的生物基因。其中金剛王取得了大猩猩的基因，因此可以變形成大猩猩。
在第一季尾聲時，為了阻止沃克使用行星殺手（英語：Planet Buster）毀滅地球，金剛王使用了逃生艇來衝撞行星殺手，但是逃生艇的門卻遭到恐龍王以遙控的方式上鎖，使得金剛王逃生失敗而與行星殺手同歸於盡。第二季開始的時候，金剛王的神火被Rhinox所回收。金剛王的神火與記憶備份一併被植入新的空白素體(Protoform)中而復活。此時由於行星殺手毀滅而放出了量子流的關係，許多暴露於量子流的人升級成了變異金屬（英語：Transmetals），包括了金剛王。
第三季開始，為了搶救遭到恐龍王攻擊而瀕臨死亡邊緣的柯博文，金剛王將柯博文的神火暫時性的取出，並收容到自己的身體內，於是兩人的神火產生反應，使得金剛王進化成了終極金剛王（Optimal Optimus，日版名稱Powered Convoy）。

### 百變金剛：重機械系列
在《百變金剛》的續作，影集《百變金剛：重機械系列》第一季中，由於在回到賽博坦時遭受到了載具金剛（Vehicons）使用退化病毒（Transformation virus）的攻擊，金剛王與他的組員全部退化成最初的型態，並且無法變形。金剛王於是帶著殘存的成員到位於賽博創地下的神諭（Oracle，Vector Sigma），金剛王一行人在此獲得了新的變身能力。
於第二季尾聲時，為了阻止恐龍王並讓有機體與機械體共融並存於賽博創星，金剛王犧牲了自己，與恐龍王一同摔到了賽博坦的核心，改變了賽博坦的環境，恢復了地表的有機體，同時也保存了既有的機械體。

### 變形金剛：賽博坦大戰三部曲(Transformers: War For Cybertron Trilogy)
在2020年，網飛開始了本系列的動畫的製作播放，第三部曲《王國》(Kingdom)在2021年開播。《王國》中的劇情便是接續二部曲《地球崛起》(Earthrise)、敘述柯博文率領著方舟號上的博派墜毀到地球上遇到強大金剛們、而密卡登和他的狂派追隨者也搭乘著涅梅西斯號(Nemesis)來到地球並和掠奪獸結盟。
本作中的金剛王的造型和其在百變金剛中的模樣幾乎可以說是完全一致，包括外觀、武器、變形模式等等，由賈斯汀‧盧瑟(Justin Luther)聲演。不過，本作中的金剛王對柯博文的態度相當不明，一方面，他的名字依然是對柯博文的致敬、但他又對柯博文將火種源帶離賽博坦感到不滿。

## 變形金剛：宇宙系列
為了阻止尤尼克隆(Unicron)，普萊瑪斯(Primus)將金剛王甦醒，並賦予了金剛王帶領著眾人阻止尤尼克隆的重任。

## 真人電影

### 《變形金剛：萬獸崛起》
在2023年的真人電影中，金剛王和他的強大金剛同伴們首次登上大螢幕，該片也是以他們的出現做為賣點。除了金剛王之外犀牛、獵豹和神鷹三位《百變金剛》中的角色也一同登場。
就像過去的真人電影一樣，此版本的金剛王和《百變金剛》中形象和設定上都有不少差異，其體型和一般變形金剛相似、變形成猩猩模式時十分巨大，而且並非是掃描地球上的大猩猩而是在原先的星球舊有的變形模式。其次，金剛王的猩猩模式跟有機體的大猩猩相比，非常明顯的是半機械生物、有許多外露的機械構造。最後，在電影中的大部分劇情、包括在其母星上活動的時候，強大金剛們都是以野獸模式活動的，似乎野獸模式才是他們的預設模式，機器人模式才是他們「變身後的狀態」，且金剛王的機器人模式完全以銀色、黑色為主色調，沒有藍色、紅色、白色的點綴。
此版本金剛王由朗‧帕爾曼(Ron Parlman)聲演。

## 軼聞
- 在初期的百變金剛產品線中，金剛王的角色定位是柯博文的新造型。